# SN 2000fk
SN 2000fk – supernowa odkryta 14 listopada 2000 roku w galaktyce A233626-0023. W momencie odkrycia miała maksymalną jasność 20,10m.